# Columbídeos
Columbídeos (Columbidae) é uma família de aves columbiformes que inclui os pombos, pombas, picaús, rolas e rolinhas.

## Etimologia
Columbidae originou-se do termo latino para pomba, columbus. "Pomba" origina-se do termo latino palumba. "Rola" tem provável origem onomatopaica.

## Características

### Espécies
Há cerca de 300 espécies desta família distribuídas em todos os continentes. Os columbídeos são aves de pequeno e médio porte, com pescoço, bico e patas curtas, que se alimentam de sementes e frutos. O casal que se reúne na época de reprodução constrói ninhos não muito sofisticados, onde chocam dois a três ovos brancos. Os columbídeos são em geral espécies cinegéticas, caçadas pela sua carne. Vivem em média até os 15 anos.
Um critério útil na distinção das várias espécies é o padrão de cores da cauda. São aves muito territoriais na época de acasalamento e alimentam-se de sementes de gramíneas e outras plantas herbáceas ao nível do solo. O seu estômago, em geral, contém bastante areia, que auxilia a triturar os alimentos.

### Voo
Podem atingir, em voo, velocidades de até 80 km/h, podendo voar em distâncias até 315 km sem se cansarem. Possuem o melhor sentido de orientação de todas as aves e também de todo o reino animal, podendo localizar os seus ninhos e/ou pombais a mais de 1 000 km de distância. Conseguem também detectar sons a distâncias que nenhum outro animal consegue.

### Reprodução
Tal como todas as aves, os pombos nascem de ovos, que são nidificados pelo macho e pela fêmea. Como sinal de acasalamento, os pombos bicam-se mutuamente. A partir daí, são um casal. A parada nupcial consiste em o macho dançar para agradar à fêmea. Quando a fêmea põe os ovos, estes são chocados por ambos para dar origem a novas crias. Estas nascem completamente cegas, mas, rapidamente, evoluem. Ficam com os progenitores até aos 32 dias, altura em que começam a voar e deixam o ninho. Quando isto acontece, o casal volta a chocar mais ovos para dar origem a uma nova ninhada.

## Relação com o ser humano

### Domesticação e criação

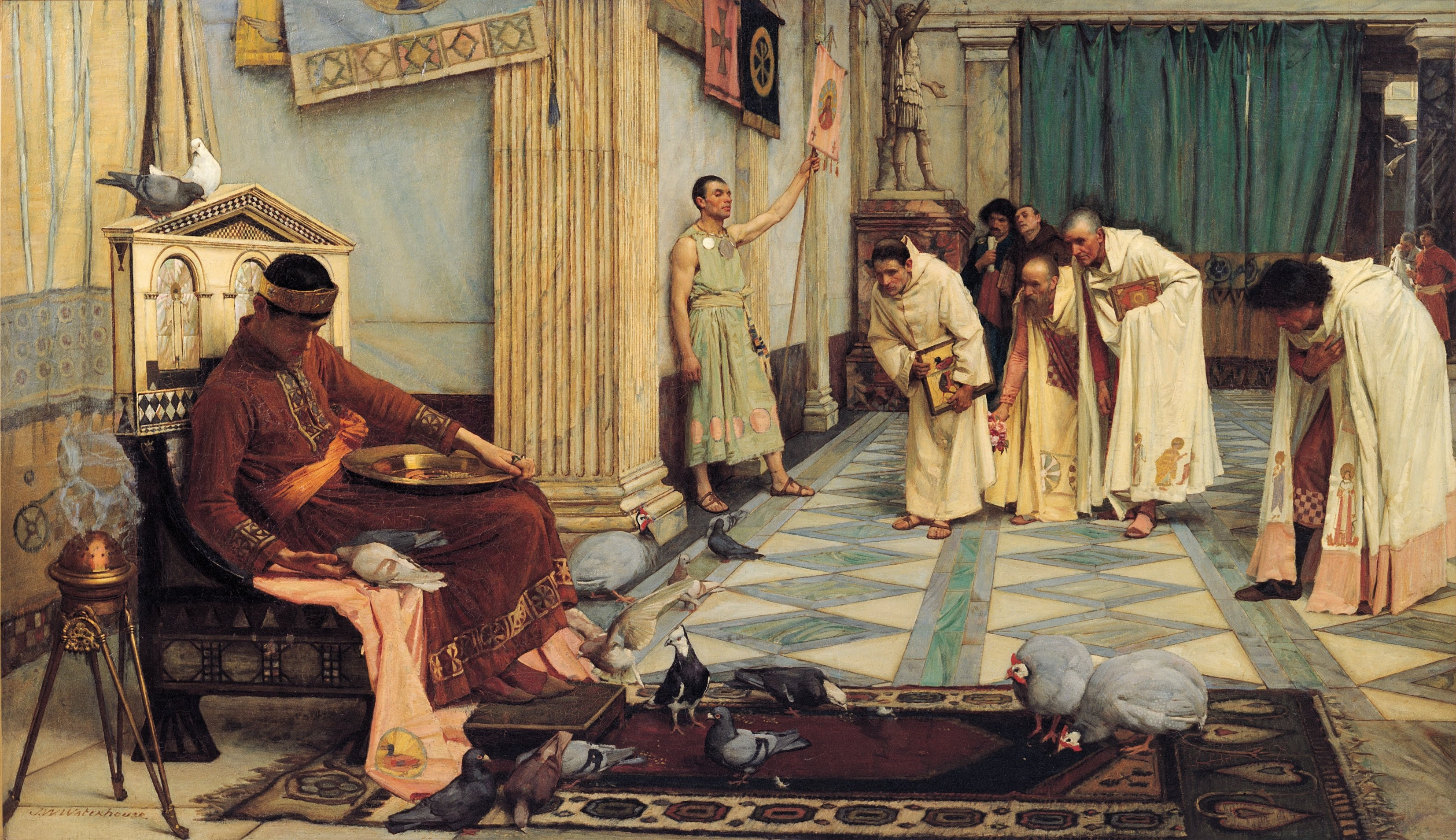
O imperador romano Honório é um indivíduo historicamente proeminente que mantinha pombos como animais de estimação.

A columbofilia, atividade voltada para a criação de raças ornamentais, obteve dezenas de raças de aparência variada por seleção e cruzamentos, gerando formas como o pombo-papo-de-vento e o pombo-rabo-de-leque. O pombo-correio, usado como mensageiro e capaz de voar mais de 500 km por dia à velocidade média de 50 km/h, é um dos vários descendentes do pombo-doméstico. Animais dessa família estão muito presentes no cotidiano das pessoas, pois se adaptam facilmente à presença das cidades.
Abundantes nas Américas, os pombos serviam de precioso alimento para os nativos do Novo Mundo. Os Yokuts da Califórnia desenvolveram um método engenhoso de caçar pombos. Domesticavam aves e as mantinham alimentadas com bolotas moídas de carvalho em uma gaiola. Um pequeno abrigo, bem disfarçado, era construído próximo à água, onde os pombos selvagens costumavam beber logo que nascia o sol. De uma pequena abertura do abrigo jogavam as bolotas moídas no chão e liberavam seus pombos famintos, com uma linha amarrada a um dos pés. Os pombos selvagens logo avançavam no alimento e eram capturados por um laço instalado na ponta.

### Impacto na saúde pública

C. l. intermedia adulto, na Índia.

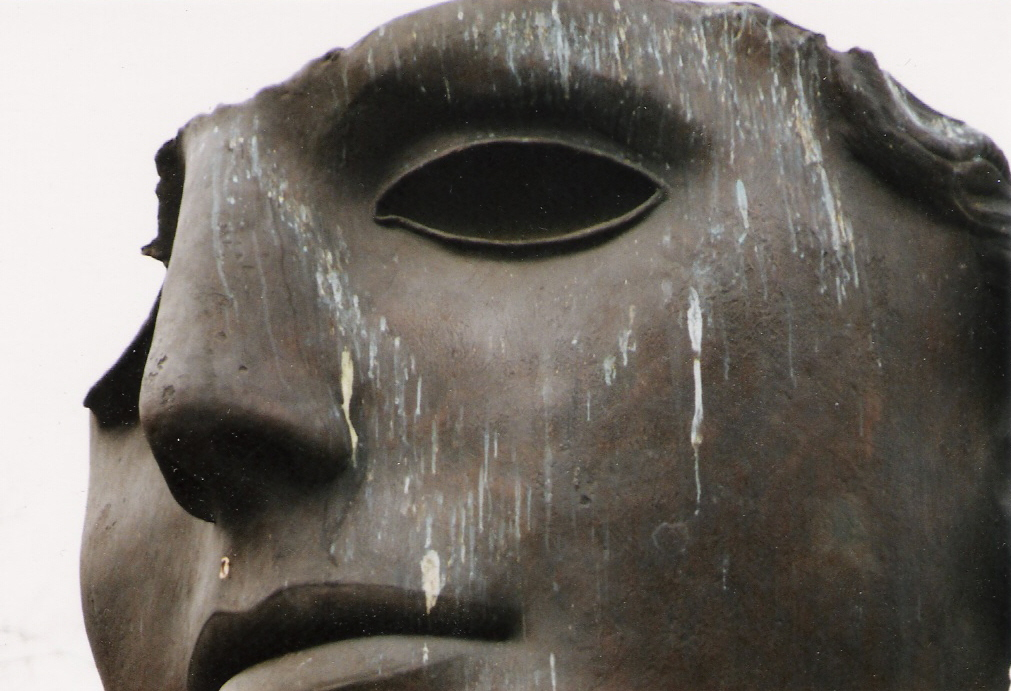
Escultura suja por fezes de pombos

Vítimas habituais de viroses e outras moléstias, como a ornitose e a doença de Newcastle, os membros dessa família são hospedeiros de parasitas em sua plumagem. Entre eles, se distingue a mosca-do-pombo (Pseudolynchia canariensis) transmissora do hematozoário Hemoproteus columbae.
Sua presença pode ser considerada um problema ambiental, pois compete por alimento com as espécies nativas, danifica monumentos com suas fezes e pode transmitir doenças ao homem. Até recentemente, 57 doenças eram catalogadas como transmitidas pelos pombos, tais como: histoplasmose, salmonella, criptococose. Mas, atualmente, vê-se como exagero esta atribuição de vetor de doenças: como exemplo, o Departamento de Saúde de Nova Iorque não tem nenhum registro de caso de doença transmitida por pombos a seres humanos.
Contudo, é salutar que algumas recomendações sejam seguidas a fim de se evitar a aquisição de zoonoses provenientes de aves, bem como diminuir o risco de contaminação por parte das aves domésticas:
- Na limpeza de forros, calhas ou qualquer outro local que apresente fezes de pássaros, restos de ninhos ou penas, utilizar luvas e uma máscara;
- Jamais remover a sujeira a seco, deve-se sempre adotar um meio de umedecê-la antes, para evitar a inalação de poeira contaminada;
- Proteger os alimentos e rações animais do acesso das aves;
- evitar que pombos da rua tenham contato com animais domésticos, sobretudo outras aves e gatos.

### Impacto cultural
Na antiga Mesopotâmia, as pombas eram símbolos animais de destaque de Inanna-Ishtar, a deusa do amor, sexualidade e guerra. As pombas são mostradas em objetos de culto associados a Inanna, no início do terceiro milênio a.C.. Estatuetas de pomba de chumbo foram descobertas no templo de Ishtar em Aššur, datadas do século XIII a.C., e um afresco pintado de Mari, na Síria, mostra uma pomba gigante emergindo de uma palmeira no templo de Ishtar, indicando que às vezes se acreditava que a própria deusa assumisse a forma de uma pomba. No épico de Gilgamesh, Utnapishtim libera uma pomba e um corvo para encontrar terra; a pomba apenas circula e retorna. Somente então Utnapishtim envia o corvo, que não retorna, e Utnapishtim conclui que o corvo encontrou terra.
No antigo Levante, as pombas eram usadas como símbolos da deusa mãe cananeia Aserá. A palavra grega antiga para "pomba" era peristerá, que pode ser derivada da frase semítica peraḥ Ištar, que significa "pássaro de Ishtar". Na Antiguidade Clássica, as pombas eram sagradas para a deusa grega Afrodite, que absorveu essa associação com pombas de Inanna-Ishtar. Afrodite frequentemente aparece com pombas na cerâmica grega antiga. O templo de Afrodite Pandêmia, na encosta sudoeste da Acrópole de Atenas, era decorado com esculturas em relevo de pombas com filetes atados em seus bicos e ofertas votivas de pequenas pombas brancas de mármore foram descobertas no templo de Afrodite em Daphni. Durante o festival principal de Afrodite, o Afrodísia, seus altares seriam purificados com o sangue de uma pomba sacrificada. As associações de Afrodite com as pombas influenciaram as deusas romanas Vênus e Fortuna, fazendo com que elas também se associassem às pombas.

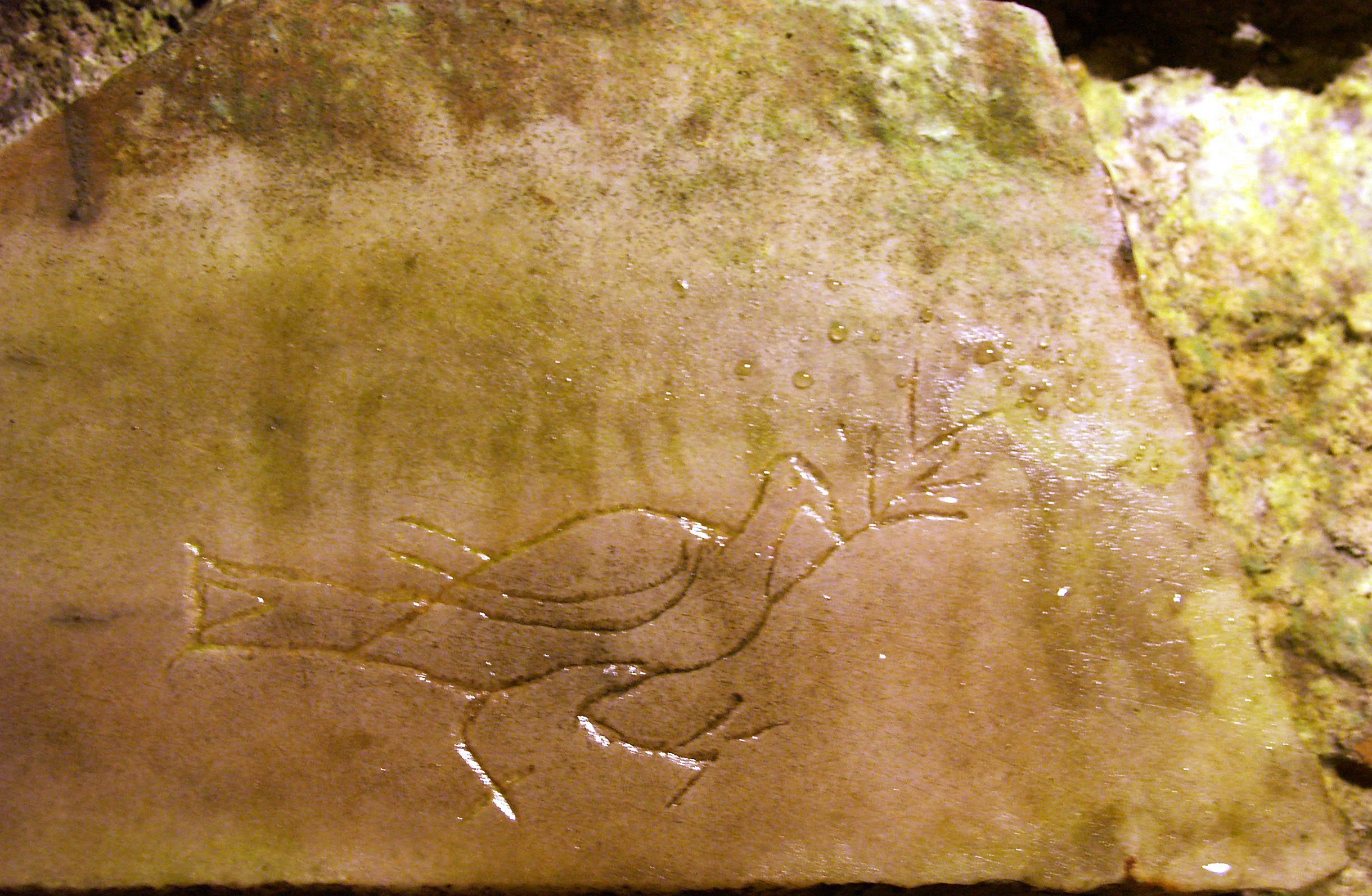
Pomba com um ramo de oliveira, Catacumba de Domitila, em Roma.

Na Bíblia Hebraica, pombas ou pombos jovens são ofertas queimadas aceitáveis para aqueles que não podem pagar um animal mais caro. Em Gênesis, Noé envia uma pomba para fora da arca, mas ela voltou para ele porque as águas do dilúvio não haviam recuado. Sete dias depois, ele enviou o pássaro novamente e ele voltou com um ramo de oliveira na boca, indicando que as águas haviam recuado o suficiente para uma oliveira crescer. "Pomba" também é um termo carinhoso no Cântico dos Cânticos e em outros lugares. Em hebraico, Jonas (יוֹנָה) significa pomba. O "sinal de Jonas" está relacionado ao "sinal da pomba".
Os pais de Jesus sacrificaram pombas em seu nome após a sua circuncisão (Lucas). Mais tarde, o Espírito Santo desceu sobre Jesus em seu batismo como uma pomba (Mateus) e, posteriormente, a "pomba da paz" tornou-se um símbolo cristão comum do Espírito Santo.
No Islã, as pombas e a família dos pombos em geral são respeitadas e favorecidas, porque acredita-se que ajudaram o profeta final do Islã, Maomé, a distrair seus inimigos fora da caverna de Thaw'r, na grande Hégira. Um par de pombos construiu um ninho e pôs ovos de uma só vez e uma aranha teceu teias, que, na escuridão da noite, fizeram os fugitivos acreditarem que Maomé não poderia estar naquela caverna.